# غاري قاي
غاري قاي (بالإنجليزية: Gary Guy)‏ هو لاعب كرة قدم أسترالية أسترالي، ولد في 12 يوليو 1952.

## وصلات خارجية
- غاري قاي على موقع AustralianFootball.com (الإنجليزية)
- غاري قاي على موقع AFLtables.com (الإنجليزية)